# Kenchanatti, Belgaum
Kenchanatti là một làng thuộc tehsil Belgaum, huyện Belgaum, bang Karnataka, Ấn Độ.